# اینترنت اکسپلورر ۴
مایکروسافت اینترنت اکسپلورر ۴ (Microsoft Internet Explorer 4) (به اختصار IE4) یک مرورگر وب گرافیکی که در اکتبر ۱۹۹۷ توسط مایکروسافت منتشر شد. این نسخه مخصوص مایکروسافت ویندوز بود، اما به همراه نسخه‌هایی برای اپل مکینتاش، سولاریس و اچ‌پی-یو ایکس و با شعار "وب راهی است که انتخاب می‌کنید" قابل دسترس بود.